# Mardin
Mardin (tiếng Aramaic: ܡܶܪܕܺܝܢ, Merdin; Tiếng Ả Rập: مردين, Mardīn; 'pháo đài') là một thành phố tự trị (büyük şehir) đồng thời cũng là một tỉnh (il) thuộc Thổ Nhĩ Kỳ, có đường biên giới với tỉnh Al-Hasakah của Syria. Thành phố này nằm ở gần biên giới truyền thống giữa Anatolia và Mesopotamia, có cư dân đa dạng, bao gồm người Kurd, người Ả Rập và người Assyria (dân tộc đã từng chiếm đa số), với người Kurd chiếm phần lớn dân số của tỉnh.

## Lịch sử
Mardin bắt nguồn từ tiếng Syriac (ܡܪܕܐ) và có nghĩa là "pháo đài"
Nền văn minh đầu tiên được biết đến là những người Subaria-Hurria những dân tộc lúc đó đã được kế tục vào năm 3000BCE bởi người Hurria. Người Elamite giành quyền kiểm soát khoảng 2230 TCN và được tiếp theo đó là người Babylon, Hittite, Assyria, người La Mã và Byzantine.
Những dân tộc địa phương Assyria/Syriac, trong khi giảm sút nhanh do cuộc tàn sát diệt chủng Assyria và các cuộc xung đột giữa người Kurd và người Thổ Nhĩ Kỳ, giữ cho hai trong số các tu viện lâu đời nhất trên thế giới, Dayro d-Mor Hananyo (tiếng Thổ Nhĩ Kỳ Deyrülzafaran, tiếng Anh Saffron Monastery) và Tu viện Deyrulumur. Các cộng đồng Kitô giáo được tập trung trên cao nguyên Tur Abdin và tại thị trấn Midyat, với một cộng đồng nhỏ hơn (khoảng 100) ở thủ phủ tỉnh.
Về chính trị, khu vực này trong những năm 2000 đã chứng kiến sự cạnh tranh giữa Đảng Phát triển và Công lý cầm quyền và Đảng Dân chủ, hầu hết là người Kurd, sau đó đổi tên thành Đảng Hòa bình và Đảng Dân chủ.
Thất nghiệp và nghèo đói là vấn đề nghiêm trọng, và đã có di cư đáng kể đến phía tây và phía nam Thổ Nhĩ Kỳ, mặc dù việc giảm bạo lực chính trị (chủ yếu liên quan đến các cuộc nổi dậy do đảng Dân chủ Hòa bình lãnh đạo), cùng với những cải tiến cơ sở hạ tầng như một sân bay dân dụng mới tại tỉnh lỵ và nâng cấp đường cao tốc Ankara-Baghdad đang giúp cải thiện vấn đề.

## Các quận, huyện
Trước năm 2012, trung tâm tỉnh Mardin trước đây là thành phố tỉnh lỵ (merkez ilçesi) Mardin. Năm 2012, Thổ Nhĩ Kỳ thông qua luật công nhận các tỉnh có dân số trên 750.000 người là những thành phố tự trị (büyükşehir belediyeleri). Theo đó, thành phố tỉnh lỵ cũ được giải thể để thành lập các huyện mới là Artuklu. Hiện tại, thành phố được chia thành 10 huyện hành chính:

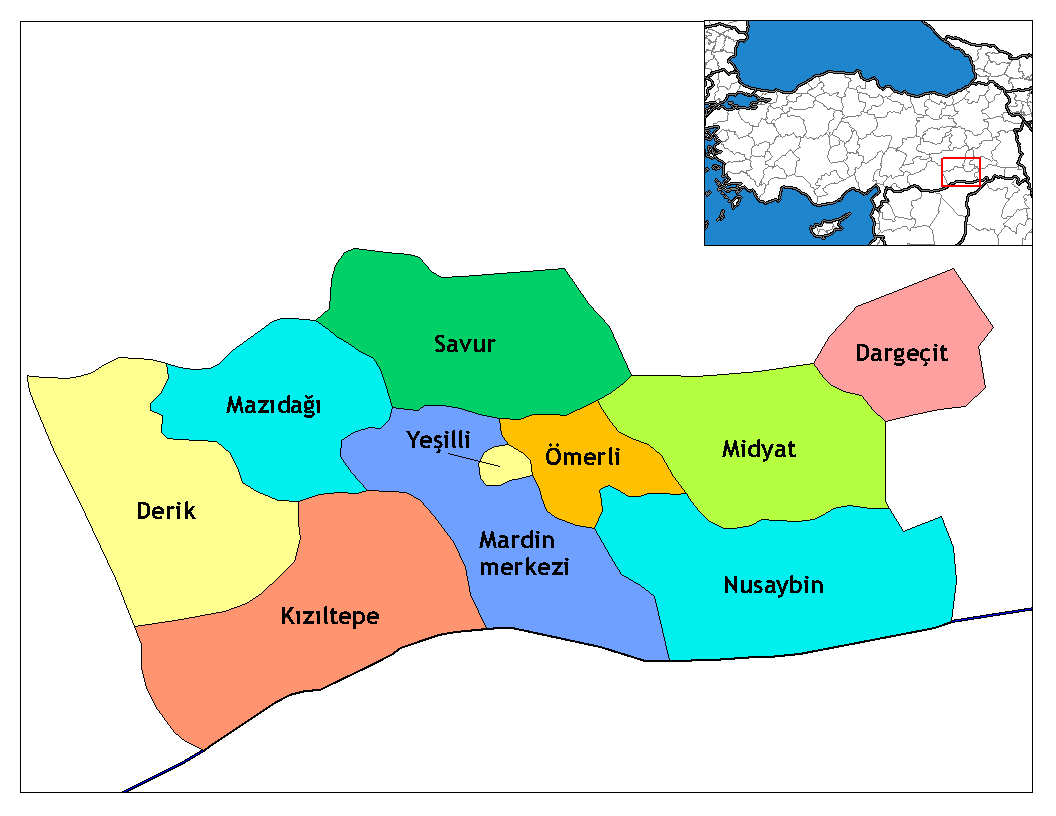
Bản đồ hành chính của thành phố Mardin trước 2012

- Artuklu
- Dargeçit
- Derik
- Kızıltepe
- Mazıdağı
- Midyat
- Nusaybin
- Ömerli
- Savur
- Yeşilli

## Khí hậu
| Dữ liệu khí hậu của Mardin                   | Dữ liệu khí hậu của Mardin | Dữ liệu khí hậu của Mardin | Dữ liệu khí hậu của Mardin | Dữ liệu khí hậu của Mardin | Dữ liệu khí hậu của Mardin | Dữ liệu khí hậu của Mardin | Dữ liệu khí hậu của Mardin | Dữ liệu khí hậu của Mardin | Dữ liệu khí hậu của Mardin | Dữ liệu khí hậu của Mardin | Dữ liệu khí hậu của Mardin | Dữ liệu khí hậu của Mardin | Dữ liệu khí hậu của Mardin |
| Tháng                                        | 1                          | 2                          | 3                          | 4                          | 5                          | 6                          | 7                          | 8                          | 9                          | 10                         | 11                         | 12                         | Năm                        |
| -------------------------------------------- | -------------------------- | -------------------------- | -------------------------- | -------------------------- | -------------------------- | -------------------------- | -------------------------- | -------------------------- | -------------------------- | -------------------------- | -------------------------- | -------------------------- | -------------------------- |
| Cao kỉ lục °C (°F)                           | 19.4 (66.9)                | 19.5 (67.1)                | 27.5 (81.5)                | 33.6 (92.5)                | 35.4 (95.7)                | 40.0 (104.0)               | 42.5 (108.5)               | 42.0 (107.6)               | 39.3 (102.7)               | 35.6 (96.1)                | 26.1 (79.0)                | 24.1 (75.4)                | 42.5 (108.5)               |
| Trung bình ngày tối đa °C (°F)               | 6.8 (44.2)                 | 8.2 (46.8)                 | 12.8 (55.0)                | 18.2 (64.8)                | 24.7 (76.5)                | 31.6 (88.9)                | 35.9 (96.6)                | 35.5 (95.9)                | 30.7 (87.3)                | 23.9 (75.0)                | 14.9 (58.8)                | 8.8 (47.8)                 | 21.0 (69.8)                |
| Trung bình ngày °C (°F)                      | 3.7 (38.7)                 | 4.7 (40.5)                 | 8.8 (47.8)                 | 14.0 (57.2)                | 19.9 (67.8)                | 26.1 (79.0)                | 30.3 (86.5)                | 30.2 (86.4)                | 25.6 (78.1)                | 19.3 (66.7)                | 11.2 (52.2)                | 5.8 (42.4)                 | 16.6 (61.9)                |
| Tối thiểu trung bình ngày °C (°F)            | 1.3 (34.3)                 | 1.8 (35.2)                 | 5.5 (41.9)                 | 10.3 (50.5)                | 15.4 (59.7)                | 20.9 (69.6)                | 25.2 (77.4)                | 25.5 (77.9)                | 21.3 (70.3)                | 15.5 (59.9)                | 8.1 (46.6)                 | 3.4 (38.1)                 | 12.8 (55.0)                |
| Thấp kỉ lục °C (°F)                          | −13.4 (7.9)                | −14.0 (6.8)                | −11.7 (10.9)               | −5.3 (22.5)                | 2.6 (36.7)                 | 0.6 (33.1)                 | 11.8 (53.2)                | 12.8 (55.0)                | 8.0 (46.4)                 | −2.5 (27.5)                | −9.5 (14.9)                | −11.9 (10.6)               | −14.0 (6.8)                |
| Lượng Giáng thủy trung bình mm (inches)      | 95.4 (3.76)                | 92.2 (3.63)                | 83.5 (3.29)                | 66.8 (2.63)                | 51.7 (2.04)                | 8.8 (0.35)                 | 4.8 (0.19)                 | 4.2 (0.17)                 | 5.4 (0.21)                 | 31.7 (1.25)                | 64.6 (2.54)                | 101.0 (3.98)               | 610.1 (24.02)              |
| Số ngày giáng thủy trung bình                | 10.53                      | 10.17                      | 10.47                      | 10.27                      | 7.30                       | 1.73                       | 0.80                       | 0.30                       | 0.90                       | 5.77                       | 7.23                       | 9.90                       | 75.4                       |
| Số giờ nắng trung bình tháng                 | 142.6                      | 144.1                      | 192.2                      | 231.0                      | 306.9                      | 369.0                      | 390.6                      | 362.7                      | 312.0                      | 238.7                      | 180.0                      | 136.4                      | 3.006,2                    |
| Số giờ nắng trung bình ngày                  | 4.6                        | 5.1                        | 6.2                        | 7.7                        | 9.9                        | 12.3                       | 12.6                       | 11.7                       | 10.4                       | 7.7                        | 6.0                        | 4.4                        | 8.2                        |
| Nguồn: Cơ quan Khí tượng Nhà nước Thổ Nhĩ Kỳ |                            |                            |                            |                            |                            |                            |                            |                            |                            |                            |                            |                            |                            |